# Kronohäktet i Norrtälje
Kronohäktet i Norrtälje var ett cellfängelse öppnat 1859. Det lades ned 1936. Byggnaden är bevarad.

## Historia
Byggnaden ligger centralt på Hantverkaregatan i Norrtälje. Kronohäktet tillkom som en följd av den fängelsereform, som beslutats vid 1844 års riksdag. Det var till utseendet likt andra mindre enrumsfängelser från tiden och byggt i två våningar med sammanlagt 16 celler. Anstalten togs i bruk i februari 1859. Byggnadskostnaden var 43 100 kronor.
Antalet intagna på anstalten minskade och åren 1931-1935 hade man i genomsnitt sex intagna och med ett högsta antal på 17. Fängelset lades ned 1936, men fastigheten användes efter ombyggnad som vårdhem med Stockholms läns landsting som huvudman.
Norrtälje kommun förvärvade fastigheten 1987 och den byggdes om till kontorslokaler av NIHAB, Norrtälje Industri- och Hantverkshus AB.